# Бистриця-Несеуд

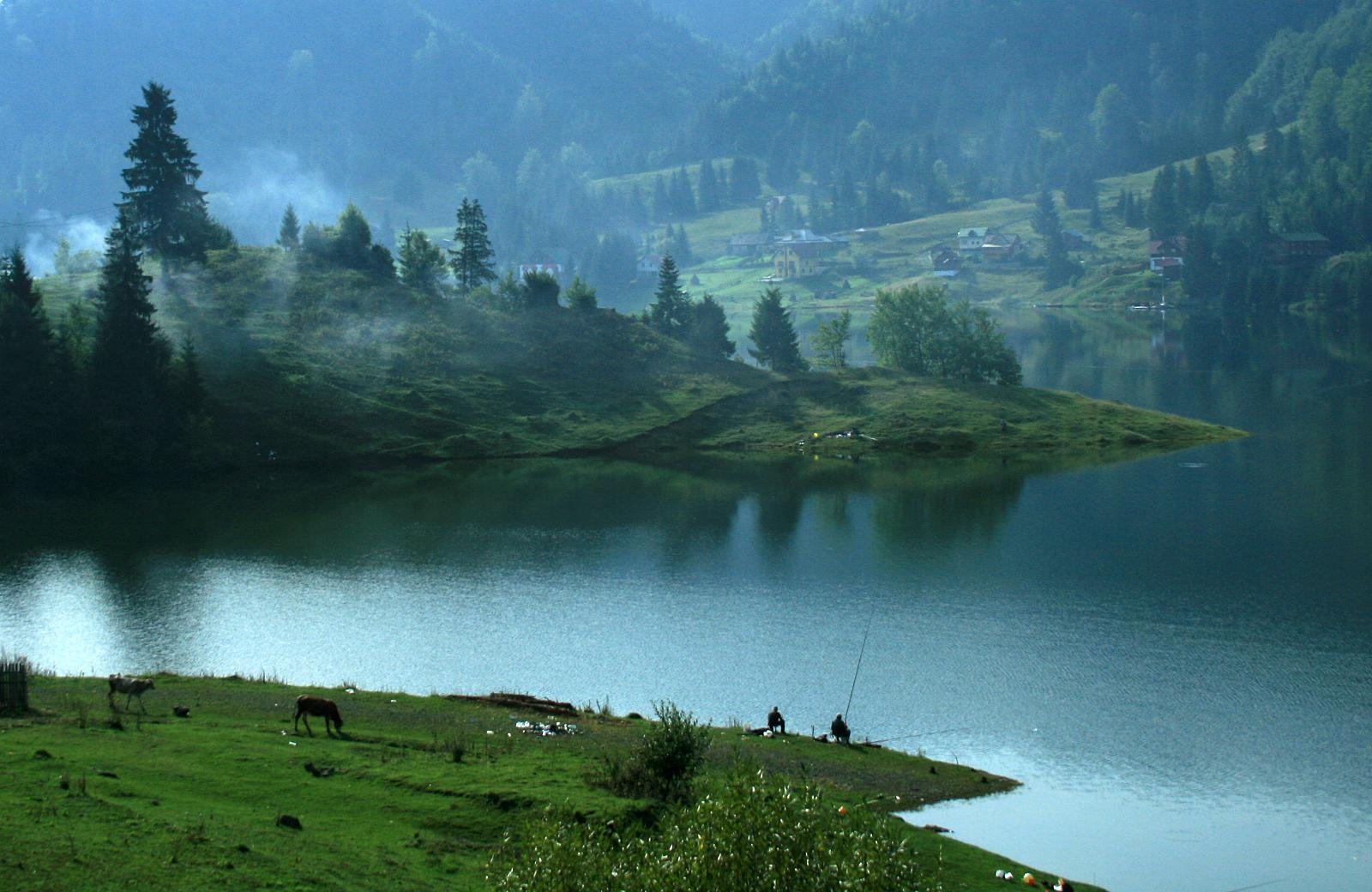
Озеро Кобіліца, жудець Бистриця-Несеуд

Би́стриця-Наса́уд, Би́стриця-Несе́уд (рум. Bistriţa-Năsăud) — повіт (жудець) на заході Румунії, на Трансильванськом плато і у Східних Карпатах. Входить до краю Трансильванія. Площа 5355 км². Населення 317,3 тис. осіб (2005). Адміністративний центр — Бистриця (місто).

## Географія
Більша частина території — Трансильванське плато. Третина жудцю займають гірські масиви Східних Карпат:
- Ціблес
- Родна
- Сухард
- Биргеу
- Келімань

Головні річки: Сомеш-Маре, Бистриця.

## Міста
- Бистриця
- Беклян
- Несеуд
- Синджорз-Бей

## Населення
На 2011 рік жудець мав населення 277 861, а щільність населення дорівнювала 51,89 чол. / км ² (38-е місце серед жудеців в Румунії):
Національний склад:
- Румуни — 89.9 %
- Угорці — 5.3 %
- Цигани — 4.3 %
- Німці — 0,1 %

Динаміка чисельності населення:
- 1948–233 650 чол.
- 1956–255 789 чол.
- 1966–269 954 чол.
- 1977–286 628 чол.
- 1992–326 820 чол.
- 2002–311 657 чол.
- 2011–277 861 чол.

## Господарство
Високопродуктивне тваринництво (племінна велика рогата худоба, вівчарство): посіви пшениці; у передгір'ях яблуневі і сливові сади. У гірських районах лісозаготівлі, видобуток поліметалевих руд (Родна) і будматеріалів. Харчова (переробка продуктів тваринництва) і деревообробна (лесопіленіє, виробництво меблів, папери) промисловість.
Основні промислові центри — міста Бистриця і Несеуд, де є також шкіряно-взуттєві, швейні і металообробні підприємства.